# Echo (comando)
Em Informática, echo é um comando disponível no Unix que apresenta um texto na tela de um terminal de computador. É um comando utilizado em scripts para exibir mensagens na tela ou em um arquivo. O comando também está presente no DOS, no Linux, no Mac OS, no OS/2 e no Windows.

## Exemplo de utilização
```
$
 
echo
 
"Este é um teste"

Este
 
é
 
um
 
teste
$
 
echo
 
Este
 
é
 
mais
 
um
 
teste
 
>
 
teste.txt
$
 
cat
 
teste.txt
Este
 
é
 
mais
 
um
 
teste

```

Alguns terminais podem apresentar cores, utilizando sequências de controle SGR:
```
FGRED
=
`
echo
 
"\033[31m"
`

FGCYAN
=
`
echo
 
"\033[36m"
`

BGRED
=
`
echo
 
"\033[41m"
`

FGBLUE
=
`
echo
 
"\033[35m"
`

BGGREEN
=
`
echo
 
"\033[42m"
`

NORMAL
=
`
echo
 
"\033[m"
`

após
 
as
 
definições,
 
podemos
 
escrever
 
:

echo
 
"
${
FGBLUE
}
 Texto em azul 
${
NORMAL
}
"

echo
 
"Texto normal"

echo
 
"
${
BGRED
}
 Fundo em vermelho"

echo
 
"
${
BGGREEN
}
 Fundo em verde e de volta para o normal 
${
NORMAL
}
"

```

Em sistemas derivados do UNIX, como o Linux, o comando echo pode receber parâmetros. Por exemplo, no Linux, a opção -e indica que as sequências de comando devem ser processadas. O comando printf é um comando alternativo, que sempre processa as sequências de controle recebidas. Na especificação POSIX, o comando echo não recebe parâmetros.

## Utilização emloggingde dados
É comum utilizar o echo  em scripts ativados pelo cron.
```
echo
 
"Seu script está sendo executado agora"
 
>>
 
aviso.txt

```

O Linux possui um diretório específico para armazenamento de logs, cujo caminho é: /var/log/

## Exemplo de implementação
O comando echo pode ser implementado na linguagem C em poucas linhas de código:
```
#include
 
<stdlib.h>

#include
 
<stdio.h>

int
 
main
(
int
 
argc
,
 
char
 
*
argv
[])

{

  
int
 
i
;

  
for
 
(
i
 
=
 
1
;
 
i
 
<
 
argc
-1
;
 
i
++
)

  
{

    
(
void
)
 
printf
(
"%s%s"
,
 
argv
[
i
],
 
" "
);

  
}

  
(
void
)
 
printf
(
"%s%s"
,
 
argv
[
argc
-1
],
 
"
\n
"
);

  
return
 
EXIT_SUCCESS
;

}

```

Linguagens de script também podem simular o comando echo de maneira muito simples:
```
$
 
perl
 
-e
 
'print join " ", @ARGV; print "\n"'
 
Isto
 
é
 
um
 
teste.
Isto
 
é
 
um
 
teste.
$
 
python
 
-c
 
"import sys; print ' '.join(sys.argv[1:])"
 
Isto
 
é
 
um
 
teste.
Isto
 
é
 
um
 
teste.

```

## Exemplo de utilização com o Arquivo de Teste EICAR
Combinados os comandos echo e tee, com esses comandos, é possível criar um arquivo executável do DOS ou Windows com a simulação de vírus do Arquivo de Teste EICAR e multiplicá-lo em vários executáveis com nomes diferentes.
```
$
 
echo
 
'X5O!P%@AP[4\PZX54(P^)7CC)7}$EICAR-STANDARD-ANTIVIRUS-TEST-FILE!$H+H*'
 
|
 
tee
 
EICAR.EXE
 
EICAR1.EXE
 
EICAR2.EXE
 
EICAR3.EXE
 
EICAR4.EXE
 
EICAR5.EXE
 
EICAR6.EXE
 
EICAR7.EXE
 
EICAR8.EXE
 
EICAR9.EXE
 
EICAR0.EXE
X5O!P%@AP
[
4
\P
ZX54
(
P^
)
7CC
)
7
}
$EICAR
-STANDARD-ANTIVIRUS-TEST-FILE!
$H
+H*

```